# Dieu et mon droit

Motto se objevuje na stuze pod štítem na verzi státního znaku Spojeného království používaného mimo Skotsko

Dieu et mon droit (francouzská výslovnost: djø e mɔ̃ dʁwa, starofrancouzsky Deu et mon droit), což znamená „Bůh a mé právo“, je motto britského panovníka mimo Skotsko. Objevuje se na svitku pod štítem ve státním znaku Spojeného království. Motto údajně poprvé použil Richard I. Lví srdce (1157-1199) jako bojový pokřik a předpokládá se, že odkazuje na jeho francouzský původ (skutečně mluvil francouzsky a okcitánsky, ale znal pouze základy angličtiny) a na koncept božského práva monarchy vládnout. Jako královské motto Anglie jej přijal král Jindřich V. Plantagenet (1386-1422) s výrazem „a mé právo“, který tak odkazoval na jeho nárok na francouzskou korunu na základě původu.

## Jazyk
Motto je francouzským výrazem pro „Bůh a moje právo“, což znamená, že král je latinsky „Rex Angliae Dei gratia“, tj. česky „Král Anglie z Boží milosti“. Používá se k naznačení, že panovník národa má Bohem dané (božské) právo vládnout.
To, že královský znak Anglického království měl francouzské, a nikoli anglické heslo, nebylo nic neobvyklého vzhledem k tomu, že normanská francouzština byla hlavním jazykem anglického královského dvora a vládnoucí třídy po vládě Viléma Dobyvatele a později Plantagenetů. Další starofrancouzská fráze se objevuje také v plném dosažení královského znaku. Na vyobrazení podvazku za štítem se objevuje heslo Podvazkového řádu: Honi soit qui mal y pense („Odvržen budiž ten, kdo zle o tom smýšlí“; anglicky „Spurned be the one who thinks ill of it“). Moderní francouzský pravopis změnil honi na honni, ale motto aktualizováno nebylo.

### Další překlady
Dieu et mon droit se překládá několika způsoby, například „Bůh a mé právo“, „Bůh a má pravice“, „Bůh a mé zákonné právo“, „Bůh a mé právo mě bude bránit“.
Doslovný překlad Dieu et mon droit je „Bůh a mé právo“. Kearsleyho Complete Peerage, vydaný v roce 1799, jej však překládá ve významu „Bůh a má pravice“ (ve standardní francouzštině by to bylo „Dieu et ma main droite“, nikoli „mon droit“). Kearsleyho svazek vyšel v době, kdy vycházelo 1. vydání (1796-1808) německé Brockhaus Enzklopädie, které zdůrazňovalo zvedání „pravé ruky“ při jmenováních a korunovacích německých králů.
Diderotova Encyklopedie uvádí heslo „Dieu est mon droit“, což Susan Emanuelová přeložila jako „Bůh je moje právo“.

## Použití

### Coby královského motta

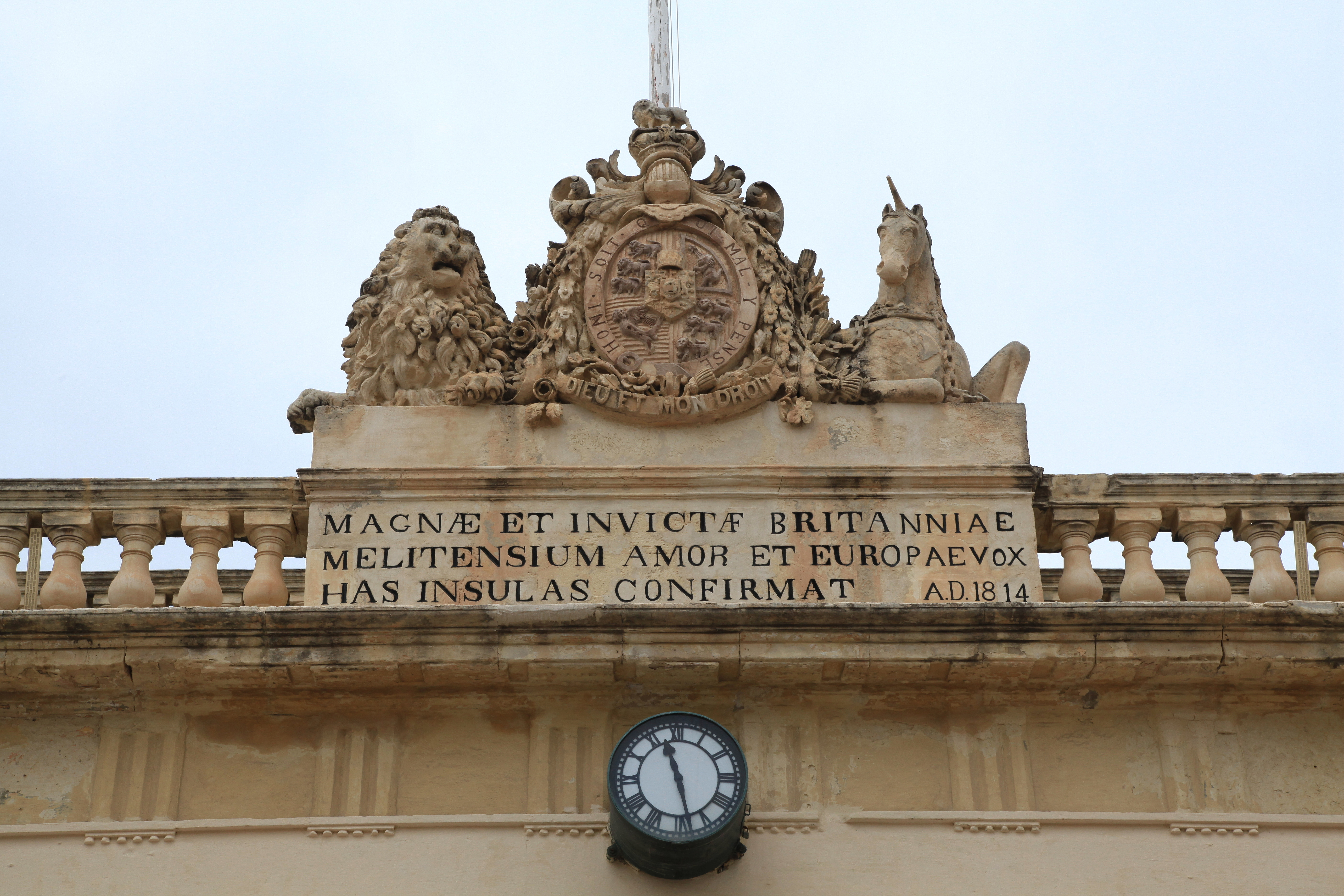
Britský znak s mottem na Main Guard ve Vallettě, Malta

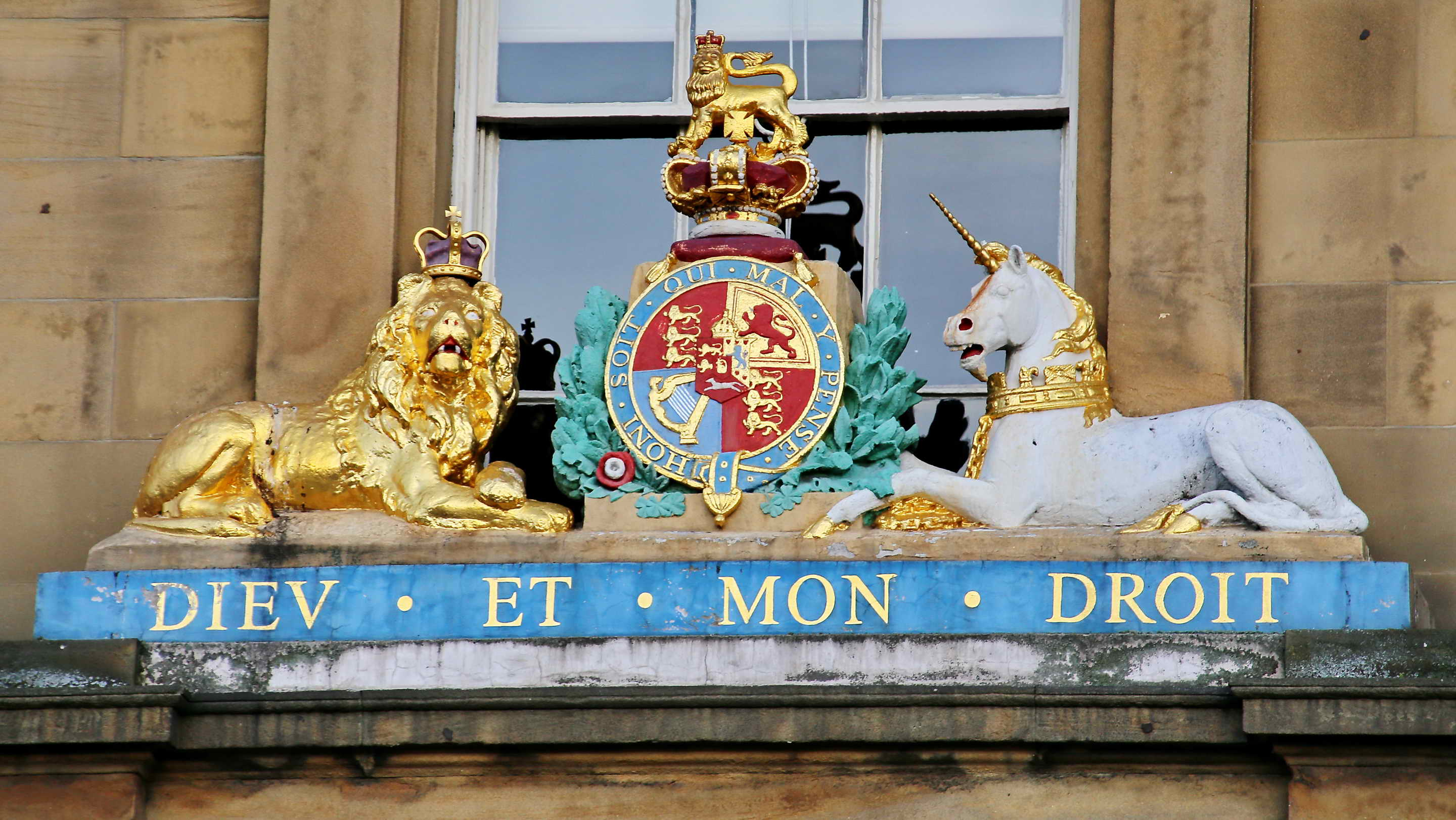
Celní úřad v Newcastle upon Tyne (1766)

Dieu et mon droit se obecně používá jako motto anglických a později britských panovníků od doby, kdy ho přijal Jindřich V. Poprvé ho jako bojový pokřik použil král Richard I. v roce 1198 v bitvě u Gisors, když porazil vojska francouzského krále Filipa II., a poté ho učinil svým mottem. Ve středověké Evropě se nevěřilo, že vítězství automaticky připadne straně s lepším vojskem, ale že stejně jako při osobním souboji připadne straně, na kterou Bůh pohlíží příznivě. Proto Richard po svém vítězství napsal: „Nejsme to my, kdo to dokázal, ale Bůh a naše právo skrze nás“. Richard tedy po svých vítězstvích na křížových výpravách „mluvil to, co považoval za pravdu, když císaři Svaté říše římské řekl: 'Jsem zrozen z hodnosti, která neuznává žádného nadřízeného kromě Boha“.
Alternativně může královský erb zobrazovat osobní motto panovníka. Například na erbu Alžběty I. a královny Anny Stuartovny byl často zobrazen znak Semper Eadem; latinsky „Stále stejný“, a na erbu Jakuba I. byl vyobrazen znak Beati Pacifici, latinsky „Blahoslavení mírotvorci“.

### Současné užití
Dieu et mon droit převzal spolu s ostatními částmi královského znaku deník The Times jako součást svého titulku. Když v roce 1875 erb převzal, učinila tak polovina londýnských novin. Od roku 1982 noviny upustily od používání současného královského erbu a vrátily se k používání hannoverského erbu z roku 1785.
Verze erbu s mottem používají různé noviny, například melbournský The Age v Austrálii, Christchurchský The Press na Novém Zélandu, britský Daily Mail a kanadský Toronto Standard. Používá se také v Hardwick Hall v Anglii na krbu The High Great Chamber, známé také jako Presence Chamber, ačkoli tam místo toho zní „Dieu est mon droit“ a vytváří další monogram „ES“. Dodatečné E a S jsou překryvem původního E. Bylo přidáno později po vyvěšení původního nápisu; znehodnocení královského znaku by bylo velmi nebezpečné, proto bylo přidáno později.
Znak se nachází také na oficiální přezce Jamajských policejních sil, na přední straně britského pasu, na hodnostním štítku warrant officera britských ozbrojených sil a ozbrojených sil Společenství národů, na erbech Nejvyššího soudu státu Victoria a Nejvyššího soudu Nového Jižního Walesu a na erbech Hawthorn Rowing Clubu v australském Melbourne, Nottingham Law School a Sherborne School. Motto bylo dříve obsaženo ve svitku na erbu policejních sil Západní Austrálie, než bylo nahrazeno heslem „Chránit a sloužit“, když se organizace přejmenovala z Western Australia Police Force na Western Australia Police Service. Je také oficiálním mottem strážců londýnského Toweru Yeomen Warders, známých jako Beefeaters.